# チェサピーク・ベイ・ブリッジ・トンネル
チェサピーク・ベイ・ブリッジ・トンネル（英語: Chesapeake Bay Bridge–Tunnel, CBBT, 正式にはルシウス・J・ケラム・Jr・ブリッジ・トンネル（英語: Lucius J. Kellam Jr. Bridge–Tunnel））は、アメリカ合衆国バージニア州のチェサピーク湾口を横切るようにデルマーバとハンプトン・ローズを結ぶ長さ17.6-マイル (28.3 km) の橋トンネル。1930年代から運航されていたフェリーに代わり、1964年に開通した。橋の車道を2車線から4車線に二重化する主要な計画は1999年に完了し、既存の2車線のトンネルに並行して新たな2車線のトンネルを建設する同様の計画が現在進行中である。
12マイル (19 km) の橋と2つの1マイル (1.6 km) のトンネルを備えたCBBTは、世界で14しかない橋トンネルのシステムの1つであり、ハンプトン・ローズの3つのシステムの1つである。これは国道13号線を通っており、ハンプトン・ローズとデラウェア・バレーの間の距離は、ワシントン・ボルチモア大都市圏を通る他のルートと比較して、約95マイル (153 km) と1+1⁄2 時間節約できる。2021年1月現在で、1億4,000万台を超える車両がCBBTを通過している。
CBBTはよく似た名前のチェサピーク・ベイ・ブリッジ (Chesapeake Bay Bridge) と混同されることが多いが、チェサピーク・ベイ・ブリッジはさらに北のメリーランド州アナポリス（合衆国海軍兵学校近く）でチェサピーク湾を横断している。